# KRC Genk
Der KRC Genk (Koninklijke Racing Club Genk) ist ein belgischer Fußballverein aus Genk in der Provinz Limburg (Flandern), gegründet 1988 durch die Fusion des KSV THOR Waterschei mit dem KFC Winterslag.
Die Vereinsfarben des Klubs sind Blau und Weiß. Der Verein trägt seine Heimspiele in der Cegeka Arena in Genk-Waterschei aus. Das Stadion besitzt eine Kapazität von 24.956 Zuschauern und war vormals unter dem Namen Fenixstadion bekannt.

## Geschichte

### Die Vorgängervereine des KRC Genk

#### Winterslag (1923–1988)

##### Von der Gründung bis zur Fusion
FC Winterslag wurde 1923 gegründet und wurde im selben Jahr im Königlichen Belgischen Fußballverband, mit der Matrikelnummer 322, angeschlossen. Am 35. Jahrestag der Vereinsgründung änderte der Verein seinen Namen zu KFC Winterslag.
1972 stieg Winterslag in die zweite Division auf und konnte zwei Jahre später den Aufstieg in die höchste belgische Spielklasse feiern. Aber die Saison 1974/75 lief für die Mannschaft schlecht und man stieg als Tabellenletzter wieder in die zweite Division ab. Nach nur einer Saison stieg Winterslag wieder in die erste Division auf und spielte bis 1984 auf diesem Niveau. Nach vier Saisons in der zweiten Division spielte Winterslag 1987 wieder in der ersten Division. Im letzten Vereinsjahr belegte Winterslag Platz 15 in der ersten Division. Kurz danach fusionierte der Verein mit dem Nachbarsklub THOR Waterschei.

##### Vereinsnamen
- 1923: FC Winterslag
- 1955: KFC Winterslag

#### THOR Waterschei (1919–1988)

##### Gründung, Etablierung und Manipulation

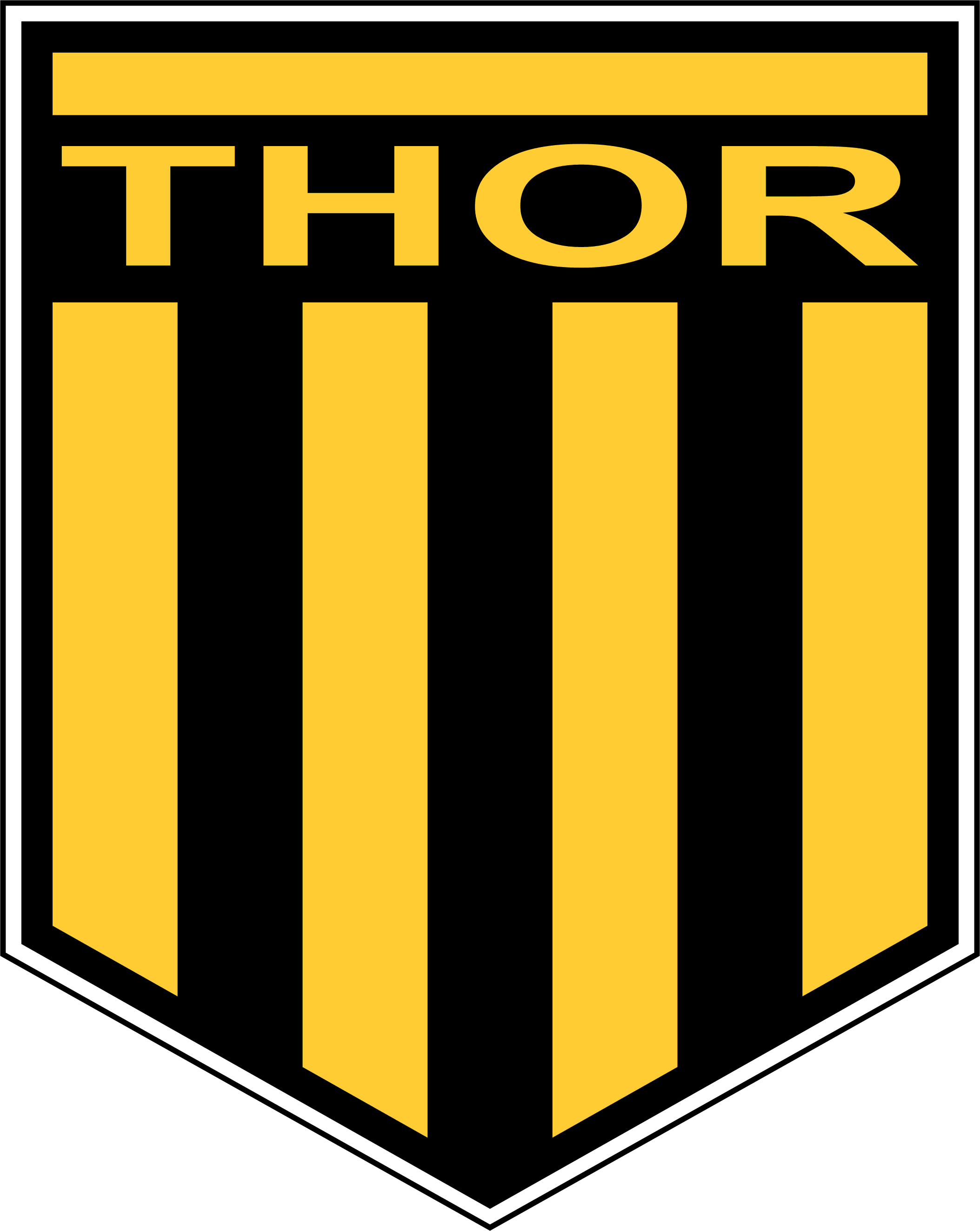
Logo des THOR Waterschei

THOR Waterschei wurde 1919 als Waterschei's Sport Vereeniging Thor gegründet, wobei THOR für Tot Herstel Onzer Rechten (etwa: „Zur Wiederherstellung unserer Rechte“) steht. Ab 1925 war der Klub im Königlichen Belgischen Fußballverband angeschlossen und hatte dort die Matrikelnummer 533. Der Verein spielte in der 1. Division in den späten 1950er Jahren bis in die frühen 1960er Jahre und erneut von 1978 bis 1986.
1980 und 1982 wurde Waterschei zweimal belgischer Pokalsieger.
Durch die Pokalsiege qualifizierte sich der Verein jeweils zum Europapokal der Pokalsieger. 1980 kam die Mannschaft nicht über die zweite Runde hinaus – Waterschei verlor gegen Fortuna Düsseldorf mit 1:0. In der Saison 1982/83 kam Waterschei bis ins Halbfinale, aber scheiterte dort am FC Aberdeen (Gesamtergebnis: 5:2 für Aberdeen).
Nach zwei Jahren in der zweiten Division fusionierte Waterschei mit Winterslag zu KRC Genk.
Während der Saison 1982/83 wurde das Spiel zwischen Standard Lüttich und Waterschei durch Bestechungsgelder des damaligen Lüttich-Trainers Raymond Goethals manipuliert – Standard Lüttich gewann dadurch die Meisterschaft.

##### Vereinsnamen
- 1919: Waterschei's Sport Vereeniging Thor
- 1930: Waterschei Sport Vereeniging Thor
- 1946: Waterschei Sportvereniging Thor
- 1951: K. Waterschei SV Thor
- 1962: K. Waterschei SV Thor Genk

### KRC Genk seit 1988
Zur Saison 1988/89 fusionierten beide Vereine zu KRC Genk. Der Verein behielt die Matrikelnummer (322) von Winterslag, um ihren Platz in der ersten Division zu halten. In der gleichen Saison stieg die Mannschaft in die zweite Division ab, die nur nach einer Saison wieder für die nächsten vier Jahre in der ersten Division spielte.
Im Oktober 1995 hatte der Verein den Trainer Aimé Anthuenis verpflichtet und schafften in der gleichen Saison den Aufstieg in die höchste Division. Nach einem achten Platz im Jahr 1997, hatte der Verein eine gute Saison 1997/98 mit dem ersten nationalen Pokalgewinn und der Vizemeisterschaft in der ersten Division erreicht. In der darauf folgenden Saison spielte Genk im Europapokal der Pokalsieger und kam bis zur zweiten Runde, ehe es an RCD Mallorca scheiterte. In derselben Saison konnte Genk die erste Meisterschaft feiern – kurz danach verließ der Trainer Aimé Anthuenis Genk und trainierte seitdem die Mannschaft von RSC Anderlecht.
In der Saison 1999/00 spielte Genk in der UEFA Champions League, scheiterte aber in der zweiten Qualifikationsrunde an NK Maribor. Die Saison war durch den zweiten Gewinn des belgischen Pokals wieder gerettet, aber Genk beendete die erste Division auf den neunten Platz. Die nächste Saison beendete die Mannschaft auf Platz 11 und verlor in der zweiten Runde des UEFA-Pokals gegen Werder Bremen. Nach dieser kurzen Durststrecke gelang Genk im Jahr 2002 die belgische Meisterschaft noch einmal. 2002/03 erreichte der Verein die Champions League Gruppenphase – zum ersten Mal in ihrer Vereinsgeschichte. Obwohl sie Gruppenletzter wurden, waren die Fans von den Unentschieden gegen Real Madrid, AS Rom und AEK Athen beeindruckt.
Genk beendete die Saison 2006/07 auf dem zweiten Platz hinter RSC Anderlecht. Die Saison 2007/08 war eine kleine Katastrophe, da Genk auf einem enttäuschenden zehnten Platz endete. Der Verein konnte aber dennoch zweimal feiern. Zum einen wurde Genk wieder belgischer Pokalsieger und zum anderen fand am 1. Juli 2008 das 20-jährige Vereinsjubiläum statt.
Zur Saison 2010/11 qualifizierte sich Genk für die Europa League in der dritten Qualifikationsrunde durch den Gruppensieg ihrer Play-off-Gruppe und Siegen in den Entscheidungsspielen gegen den zweiten Gruppensieger KVC Westerlo, sowie gegen den Vierten des Meisterschafts-Play-offs, VV St. Truiden.
2011/12 nahm Genk zum zweiten Mal in seiner Vereinsgeschichte an der Gruppenphase der Champions League teil. In der vorangehenden 3. Qualifikationsrunde eliminierten die Belgier den FK Partizan Belgrad und in den Play-offs konnten sie sich schließlich knapp gegen Maccabi Haifa durchsetzen. Wie bereits in der Saison 2002/03 beendete Genk die Champions League als Gruppenletzter, konnte jedoch erneut gegen alle drei Gegner (FC Chelsea, Bayer 04 Leverkusen und FC Valencia) jeweils einmal unentschieden spielen.
In der Saison 2012/13 konnte sich KRC Genk mit 1:1 und 0:2 nicht gegen den VfB Stuttgart durchsetzen und schied somit in der K.-o.-Runde der Europa League aus, nachdem man die Gruppenphase auf dem 1. Platz beendete.
In der Saison 2016/17 schaltete KRC Genk in der Europa League der Reihe nach FK Budućnost Podgorica, Cork City, NK Lokomotiva Zagreb, Athletic Bilbao, SK Rapid Wien, US Sassuolo Calcio, Astra Giurgiu sowie KAA Gent aus und erreichte damit das Viertelfinale der Europa League, wo jedoch mit 4:3 nach Hin- und Rückspiel gegen Celta Vigo Schluss war. Das Erreichen des Viertelfinales war außerdem der größte internationale Erfolg der Vereinsgeschichte. Jedoch verpasste man in dieser Saison im Europa-League-Play-off gegen KV Ostende das erneute Erreichen der Europa League.
In der Saison 2017/18 musste Genk erneut in das Europa-League-Play-off. Es konnte in diesem Jahr jedoch mit 2:0 gegen SV Zulte Waregem gewonnen werden. In der Folge nahm Genk in der Saison 2018/19 an der Europa League teil, musste sich dort aber von der 2. Qualifikationsrunde durcharbeiten. Der Verein erreichte die Gruppenphase, belegte dort Platz 1 und schied erst im Sechzehntelfinale gegen Slavia Prag aus. Im Dezember 2017 wurde Philippe Clement als neuer Trainer verpflichtet.
In der folgenden Saison lag Genk sowohl am Ende der regulären Phase der Meisterschaft als auch nach den Meister-Play-offs auf Platz 1 und wurde somit belgischer Meister. Damit ist der Verein für die Gruppenphase der Champions League qualifiziert. Einige Tage nach Saisonende teilte Clement dem Verein mit, dass er den Trainer-Vertrag nicht verlängert, sondern künftig für den FC Brügge tätig ist.
Am 3. Juni 2019 gab der Verein die unbefristete Verpflichtung von Felice Mazzu als neuen Cheftrainer bekannt. Mazzu hatte in seinem vorherigen Vertrag bei Sporting Charleroi eine Ausstiegsklausel, die eine Vertragsbeendigung gegen Zahlung von 500.000 Euro erlaubte.
In der Gruppenphase der Champions League 2019/20 wurden Genk der österreichische Verein Red Bull Salzburg, der italienische Verein SSC Neapel und der englische Verein FC Liverpool zugelost. Mit nur einem Remis und fünf Niederlagen schied der Verein als Letzter nach der Gruppenphase aus der Champions League aus.
Nachdem Genk am 12. November 2019 nach der Hälfte der Spieltage der Hauptrunde in der Saison 2019/20 nur Platz 10 mit vier Punkten Rückstand auf einen Meisterschaft-Play-off-Platz belegte und in der Champions League nach vier Spielen nur einen Punkt hatte, wurde Felice Mazzu mit allen Assistenztrainern durch den Verein entlassen. Als neuer Trainer wurde am 19. November 2019 Hannes Wolf verpflichtet. Wolf gelang es bis zum Abbruch der Saison 2019/20 infolge der COVID-19-Pandemie den Verein bis auf Platz 7 zu führen; punktgleich mit dem KV Mechelen auf Platz 6, der bei Fortsetzung der Saison zur Teilnahme an der Meisterrunde berechtigt hätte.
Nachdem in der neuen Saison Genk nach fünf Spieltagen nur fünf Punkte hatte und auf Platz 14 von 18 stand, wurde er Mitte September 2020 entlassen. Am 24. September 2020 wurde Jess Thorup, der erst Mitte August beim Ligakonkurrenten KAA Gent entlassen wurden war, als neuer Trainer verpflichtet. Er erhielt einen Vertrag bis Sommer 2023. Anfang November 2020 erhielt Thorup ein Angebot des FC Kopenhagen für die dortige Traineraufgabe. Auf seinen Wunsch wurde darauf sein Vertrag mit Genk aufgelöst. Einige Tage später wurde als neuer Trainer John van den Brom, der vom FC Utrecht wechselte, mit einem Vertrag bis Sommer 2023 verpflichtet.
Die Saison 2020/21 wurde mit dem Gewinn des belgischen Pokals abgeschlossen. Als Vierter der Hauptrunde erreichte der Verein zudem mit 20 Punkten Rückstand auf den späteren Meister FC Brügge die Meister-Play-offs. Dort begannen alle Mannschaften mit den halben übernommenen Punkten, Genk also mit zehn Punkten Rückstand. In den sechs Play-off-Spielen konnte Genk diesen Rückstand aufholen, wurde aber nur Vize-Meister, da bei gleicher Punktzahl der bessere Platz in der Hauptrunde entscheidend ist. Damit war Genk für die dritte Qualifikationsrunde zur Champions League qualifiziert, scheiterte dort aber gegen Schachtar Donezk. Genk war damit für die Gruppenphase der Europa League qualifiziert, wo dem Verein in der Gruppe H West Ham United, Dinamo Zagreb und SK Rapid Wien zugelost wurde.
Anfang Dezember 2021 stand Genk nach der Hinrunde der Saison 2021/22 auf Platz 8 sowie in der Europa League vor dem letzten Gruppenspiel auf Platz 3. Der Verein trennte sich darauf von Trainer van den Brom. Am Folgetag wurde Bernd Storck als neuer Trainer mit einem unbefristeten Vertrag verpflichtet. Das letzte Gruppenspiel gegen Rapid Wien ging verloren, so dass Genk als letzter der Gruppe aus der Europa League ausschied.
Der Verein beendete die Saison 2021/22 auf Platz 8 der Hauptrunde. Nur dank der besseren Tordifferenz qualifizierte er sich für die Europa-League-Play-off. Innerhalb der Play-off gelang es Genk, sich zwar von Platz 4 auf Platz 2 zu verbessern. Das reichte jedoch nicht für eine Qualifikation zum Europapokal. Nach Abschluss der Play-off einigten sich Verein und Storck auf eine einvernehmliche Aufhebung des Vertrages. Ende Mai 2022 wurde Wouter Vrancken als neuer Trainer mit einem unbefristeten Vertrag verpflichtet.
Die Saison 2022/23 startete zwar mit einer knappen Niederlage gegen den FC Brügge, doch von den nächsten 16 Saisonspielen konnte Genk 15 gewinnen. Am Ende der Hauptrunde stand man punktgleich mit Royale Union Saint-Gilloise auf dem ersten Platz. Auch nach dem Meisterschafts-Play-off war man mit USG punktgleich, jedoch spielte man gegen Royal Antwerpen am letzten Spieltag nur 2:2 und vergab so den Meistertitel an ebenjenen Klub, gegen den man auch im Viertelfinale des Pokals unterlag.
In der nachfolgenden Spielzeit nahm Genk wieder international teil. Zuerst verspielte man die Qualifikation zur Champions League im Elfmeterschießen gegen Servette Genf. Danach unterlag man knapp in der Qualifikation zur Europa League Olympiakos Piräus. Erst gegen Adana Demirspor setzte man sich – ebenso im Elfmeterschießen – durch und qualifizierte sich für die Gruppenphase der Europa Conference League. In einer Gruppe mit dem späteren Finalisten AC Fiorentina sowie Ferencváros Budapest und dem FK Čukarički verlor man zwar nur ein Spiel, jedoch reichten neun Punkte am Ende nur für Platz 3. Im Achtelfinale des Pokals unterlag man dem später insolventen KV Ostende. In der Hauptrunde sammelte man ebenso wie Cercle Brügge und KAA Gent 47 Punkte. Den direkten Vergleich gegen Cercle verlor man, hatte jedoch die bessere Tordifferenz gegenüber Gent. Der KRC spielte daher als Sechster gerade noch im Meisterschafts-Play-off und wurde dort am Ende Fünfter. Im Play-off um den Qualifikationsplatz zur UEFA Conference League 2024/25 unterlag man Gent knapp mit 0:1.
| Saisonergebnisse seit 1988 | Saisonergebnisse seit 1988                | Saisonergebnisse seit 1988 | Saisonergebnisse seit 1988           | Saisonergebnisse seit 1988             | Saisonergebnisse seit 1988 | Saisonergebnisse seit 1988                    |
| Saison                     | Platz                                     | Division                   | Punkte                               | Anmerkungen                            | Belgischer Pokal           | International                                 |
| -------------------------- | ----------------------------------------- | -------------------------- | ------------------------------------ | -------------------------------------- | -------------------------- | --------------------------------------------- |
| 1988/89                    | 18                                        | I                          | 15                                   | Abstieg                                | –                          | –                                             |
| 1989/90                    | 4                                         | II                         | 36                                   | Aufstiegs-Play-off gewonnen → Aufstieg | Viertelfinale              | –                                             |
| 1990/91                    | 14                                        | I                          | 26                                   |                                        | Achtelfinale               | –                                             |
| 1991/92                    | 16                                        | I                          | 26                                   |                                        | –                          | –                                             |
| 1992/93                    | 15                                        | I                          | 27                                   |                                        | –                          | –                                             |
| 1993/94                    | 18                                        | I                          | 18                                   | Abstieg                                | –                          | –                                             |
| 1994/95                    | 3                                         | II                         | 50                                   |                                        | –                          | –                                             |
| 1995/96                    | 2                                         | II                         | 73                                   | Aufstieg                               | Achtelfinale               | –                                             |
| 1996/97                    | 8                                         | I                          | 48                                   |                                        | 5. Runde                   | –                                             |
| 1997/98                    | 2                                         | I                          | 66                                   | Belgischer Pokalsieger                 | Gewonnen                   | Intertoto Cup: 2. in Gruppe 5                 |
| 1998/99                    | 1                                         | I                          | 73                                   | Belgischer Meister                     | Halbfinale                 | Europapokal der Pokalsieger: 2. Runde         |
| 1999/00                    | 8                                         | I                          | 54                                   | Belgischer Pokalsieger                 | Gewonnen                   | Champions League: 2. Qualifikationsrunde      |
| 2000/01                    | 11                                        | I                          | 42                                   |                                        | Halbfinale                 | UEFA-Pokal: 2. Runde                          |
| 2001/02                    | 1                                         | I                          | 72                                   | Belgischer Meister                     | Viertelfinale              | –                                             |
| 2002/03                    | 6                                         | I                          | 55                                   |                                        | Achtelfinale               | Champions League: 4. in Gruppe C              |
| 2003/04                    | 4                                         | I                          | 59                                   |                                        | 5. Runde                   | –                                             |
| 2004/05                    | 3                                         | I                          | 70                                   |                                        | Viertelfinale              | Intertoto Cup: Halbfinale                     |
| 2005/06                    | 5                                         | I                          | 57                                   |                                        | Achtelfinale               | UEFA-Pokal: 1. Runde                          |
| 2006/07                    | 2                                         | I                          | 72                                   |                                        | Viertelfinale              | –                                             |
| 2007/08                    | 10                                        | I                          | 45                                   |                                        | Achtelfinale               | Champions League: 2. Qualifikationsrunde      |
| 2008/09                    | 8                                         | I                          | 50                                   | Belgischer Pokalsieger                 | Gewonnen                   | –                                             |
| 2009/10                    | 11                                        | I                          | 34                                   |                                        | Achtelfinale               | Europa League: 4. Qualifikationsrunde         |
| 2010/11                    | 1                                         | I                          | 64 Regulär 51 Meisterrunde           | Belgischer Meister                     | 7. Runde                   | –                                             |
| 2011/12                    | 3                                         | I                          | 46 Regulär 41 Meisterrunde           |                                        | 7. Runde                   | Champions League: 4. in Gruppe E              |
| 2012/13                    | 5                                         | I                          | 55 Regulär 40 Meisterrunde           | Belgischer Pokalsieger                 | Gewonnen                   | Europa League: Sechzehntelfinale              |
| 2013/14                    | 6                                         | I                          | 45 Regulär 32 Meisterrunde           |                                        | Viertelfinale              | Europa League: Sechzehntelfinale              |
| 2014/15                    | 7                                         | I                          | 49 Regulär 15 EL-Playoff             |                                        | 6. Runde                   | –                                             |
| 2015/16                    | 4                                         | I                          | 48 Regulär 40 Meisterrunde           |                                        | Halbfinale                 | –                                             |
| 2016/17                    | 8                                         | I                          | 48 Regulär 26 EL-Playoff             |                                        | Halbfinale                 | Europa League: Viertelfinale                  |
| 2017/18                    | 5                                         | I                          | 44 Regulär 38 Meisterrunde           |                                        | Finale                     | -                                             |
| 2018/19                    | 1                                         | I                          | 63 Regulär 52 Meisterrunde           | belgischer Meister                     | Viertelfinale              | Europa League: Sechzehntelfinale              |
| 2019/20                    | 7                                         | I                          | 44 (Saison abgebrochen)              |                                        | Achtelfinale               | Champions League: Platz 4 in Gruppe E         |
| 2020/21                    | 2                                         | I                          | 55 regulär 44 Meisterrunde           | Belgischer Pokalsieger                 | Gewonnen                   |                                               |
| 2021/22                    | 8 (Hauptrunde) 2 (Europa-League-Play-off) | I                          | 51 regulär 37 Europa-League-Play-off |                                        | Achtelfinale               | Europa League: Platz 4 in Gruppe H            |
| 2022/23                    | 1 (Hauptrunde) 2 (Meister-Play-off)       | I                          | 75 regulär 46 Meister-Play-off       |                                        | Viertelfinale              |                                               |
| 2023/24                    | 6 (Hauptrunde) 5 (Meister-Play-off)       | I                          | 47 regulär 37 Meister-Play-off       |                                        | Achtelfinale               | Europa Conference League: Platz 3 in Gruppe F |

## Erfolge
- Belgischer Meister (4)
  - 1999, 2002, 2011, 2019
- Belgischer Pokal (7)
  - 1980 1, 1982 1, 1998, 2000, 2009, 2013, 2021
  - Belgischer Pokalfinalist (2) 1955, 2018
- Belgischer Supercup (2)
  - 2011, 2019
  - Belgischer Supercupfinalist (6) 1998, 1999, 2000, 2002, 2009, 2013, 2021

## Vereinswappenhistorie

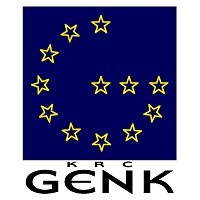
1995–2002
2002–2016
2016–

## Kader der Saison 2025/26
Stand: 18. August 2025
| Nummer     | Spieler                | Nationalität                 | im Verein seit | letzter Verein                  | Geburtsdatum |          |          |
| Torhüter   | Torhüter               | Torhüter                     | Torhüter       | Torhüter                        | Torhüter     | Torhüter | Torhüter |
| ---------- | ---------------------- | ---------------------------- | -------------- | ------------------------------- | ------------ | -------- | -------- |
| 01         | Hendrik Van Crombrugge | Belgien                      | 2023           | RSC Anderlecht                  | 30.04.1993   |          |          |
| 26         | Tobias Lawal           | Osterreich                   | 2025           | LASK                            | 07.06.2000   |          |          |
| 51         | Luca Kiaba Brughmans   | Belgien                      | 2024           | PSV Eindhoven                   | 27.06.2008   |          |          |
| 71         | Brent Stevens          | Belgien                      | 2025           | MVV Maastricht                  | 11.08.2003   |          |          |
| Abwehr     |                        |                              |                |                                 |              |          |          |
| 03         | Mujaid Sadick          | Spanien                      | 2021           | Deportivo La Coruña             | 14.03.2000   |          |          |
| 06         | Matte Smets            | Belgien                      | 2024           | VV St. Truiden                  | 04.01.2004   |          |          |
| 18         | Joris Kayembe          | Kongo Demokratische Republik | 2023           | Sporting Charleroi              | 08.06.1994   |          |          |
| 19         | Yaimar Medina          | Ecuador                      | 2025           | ndependiente del Valle          | 05.11.2004   |          |          |
| 22         | Brad Manguelle         | Belgien                      | 2024           | eigene Jugend                   | 27.11.2007   |          |          |
| 27         | Ken Nkuba              | Belgien                      | 2024           | Sporting Charleroi              | 21.01.2002   |          |          |
| 34         | Adrián Palacios        | Venezuela                    | 2024           | Deportivo Cali                  | 07.06.2004   |          |          |
| 44         | Josué Kongolo          | Belgien                      | 2023           | eigene Jugend                   | 13.04.2006   |          |          |
| 77         | Zakaria El Ouahdi      | Marokko                      | 2023           | RWD Molenbeek                   | 31.12.2001   |          |          |
| Mittelfeld |                        |                              |                |                                 |              |          |          |
| 8          | Bryan Heynen           | Belgien                      | 2015           | eigene Jugend                   | 06.02.1997   |          |          |
| 17         | Patrik Hrošovský       | Slowakei                     | 2019           | Viktoria Pilsen                 | 22.04.1992   |          |          |
| 20         | Konstantinos Karetsas  | Belgien                      | 2024           | RSC Anderlecht Jugend           | 19.11.2007   |          |          |
| 21         | Ibrahima Sory Bangoura | Guinea-a                     | 2023           | eigene Jugend                   | 05.01.2004   |          |          |
| 24         | Nikolas Sattlberger    | Osterreich                   | 2024           | SK Rapid Wien                   | 18.01.2004   |          |          |
| 38         | Daan Heymans           | Belgien                      | 2025           | Sporting Charleroi              | 15.06.1999   |          |          |
| Angriff    |                        |                              |                |                                 |              |          |          |
| 07         | Jarne Steuckers        | Belgien                      | 2024           | VV St. Truiden                  | 04.02.2002   |          |          |
| 09         | Oh Hyeon-gyu           | Korea Sud                    | 2024           | Celtic Glasgow                  | 12.04.2001   |          |          |
| 10         | Jun’ya Itō             | Japan                        | 2025           | Stade Reims                     | 09.03.1993   |          |          |
| 11         | Luca Oyen              | Belgien                      | 2020           | eigene Jugend                   | 14.03.2003   |          |          |
| 14         | Yira Sor               | Nigeria                      | 2023           | Slavia Prag                     | 24.07.2000   |          |          |
| 23         | Aaron Bibout           | Kamerun                      | 2025           | Västerås SK                     | 09.09.2004   |          |          |
| 26         | Robin Mirisola         | Belgien                      | 2025           | eigene Jugend                   | 08.12.2006   |          |          |
| 30         | Ayumu Yokoyama         | Japan                        | 2025           | Birmingham City                 | 04.03.2003   |          |          |
| 32         | Noah Adedeji-Sternberg | Belgien                      | 2023           | Borussia Mönchengladbach Jugend | 19.06.2005   |          |          |
| 99         | Tolu Arokodare         | Nigeria                      | 2023           | Amiens SC                       | 07.06.2005   |          |          |

## Präsident
Präsident des Vereins ist seit dem 31. Oktober 2017 Peter Croonen. Am 22. Mai 2019 wurde dieser auch zum Vorsitzenden von Pro League, der Vereinigung der Vereine der Division 1A und 1B, gewählt.

## Trainer
Eine chronologische Übersicht der Trainer des Vereins seit 1971.
| Amtszeit        | Nat.        | Trainer            |
| --------------- | ----------- | ------------------ |
| .001971–.001976 | Belgien     | Robert Waseige     |
| –               | –           | –                  |
| .001979–.001981 | Belgien     | Robert Waseige     |
| –               | –           | –                  |
| .002000         | Niederlande | Johan Boskamp      |
| –               | –           | –                  |
| .002004–.002005 | Belgien     | René Vandereycken  |
| –               | –           | –                  |
| .002009–.002011 | Belgien     | Franky Vercauteren |
| –               | –           | –                  |
| .002014–.002015 | Schottland  | Alex McLeish       |
| –               | –           | –                  |
| 12.2017–05.2019 | Belgien     | Philippe Clement   |
| 06.2019–11.2019 | Belgien     | Felice Mazzù       |
| 11.2019–09.2020 | Deutschland | Hannes Wolf        |
| 09.2020–10.2020 | Danemark    | Jess Thorup        |
| 11.2020–12.2021 | Niederlande | John van den Brom  |
| 12.2021–05.2022 | Deutschland | Bernd Storck       |
| 06.2022–05.2024 | Belgien     | Wouter Vrancken    |
| 07.2024–        | Deutschland | Thorsten Fink      |

## Spieler
- Heinz Gründel (1978–1982)
- Carmel Busuttil (1988–1994)
- Dirk Medved (1988–1989)
- Stefan Teelen (1991–1997) Jugend, (1997–2004) Spieler,
- Besnik Hasi (1994–1997)
- Branko Strupar (1994–1999)
- Þórður Guðjónsson (1997–2002)
- Koen Daerden (1999–2006)
- Thibaut Courtois (1999–2009) Jugend, (2009–2011) Spieler,
- Josip Skoko (2000–2003)
- Wesley Sonck (2000–2003)
- Bernd Thijs (2000–2004)
- Didier Zokora (2000–2004)
- Moumouni Dagano (2001–2003)
- Logan Bailly (2002–2008, 2012)
- Steven Defour (2004–2006)
- Orlando Engelaar (2004–2006)
- Marvin Ogunjimi (2004–2011)
- Jelle Vossen (2005–2007) Jugend, (2007–2015) Spieler,
- Kevin De Bruyne (2005–2008) Jugend, (2008–2012) Spieler,
- Christian Benteke (2006–2007) Jugend, (2007–2008, 2011–2012) Spieler,
- Elyaniv Barda (2007–2013)
- João Carlos (2008–2011)
- Torben Joneleit (2009–2014)
- Sergej Milinković-Savić (2014–2015)
- Wilfred Ndidi (2015–2017)
- Thomas Buffel (2009–2018)
- Timothy Castagne (2011–2014) Jugend, (2014–2017) Spieler,
- Christian Kabasele (2014–2016)